# 新発田地域広域事務組合
新発田地域広域事務組合（しばたちいきこういきじむくみあい）は、新潟県新発田市、胎内市及び北蒲原郡聖籠町の2市1町が設立している一部事務組合。

## 概要

### 事務所

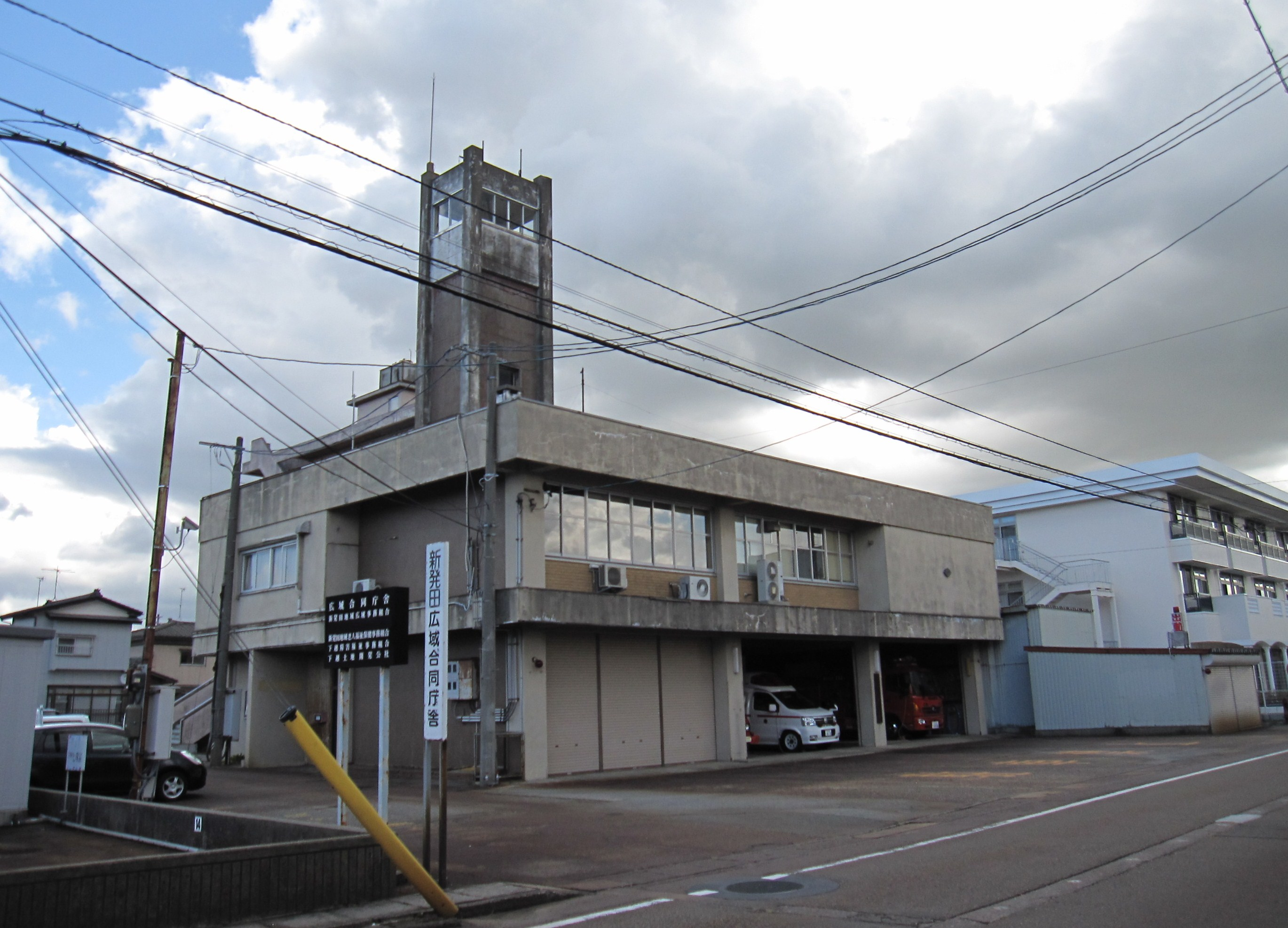
新発田地域広域事務組合事務所

- 新発田市中央町5-4-7

### 事務内容
- 広域行政圏計画の策定並びに事業の実施
- ふるさと市町村圏基金による事業の計画及び実施
- 常備消防事務
- 火葬事務（新発田広域葬斎センター願文院）
- 介護認定審査事務
- ごみ処理事業（新発田市及び胎内市のみ）（新発田広域クリーンセンター）
- し尿処理事業（新発田市（旧北蒲原郡加治川村の区域は除く）及び聖籠町のみ）

### 組織
- 組合議会
  - 議員定数：15人（新発田市：9人、胎内市：4人、聖籠町：2人）
- 組合執行機関
  - 管理者：1人（新発田市長）
  - 副管理者：2人（胎内市長及び聖籠町長）
  - 会計管理者：1人（関係市町の会計管理者の中から管理者が選任）
  - 監査委員：2人

## 常備消防事務

### 概要
- 消防本部：新発田市新栄町1-8-31

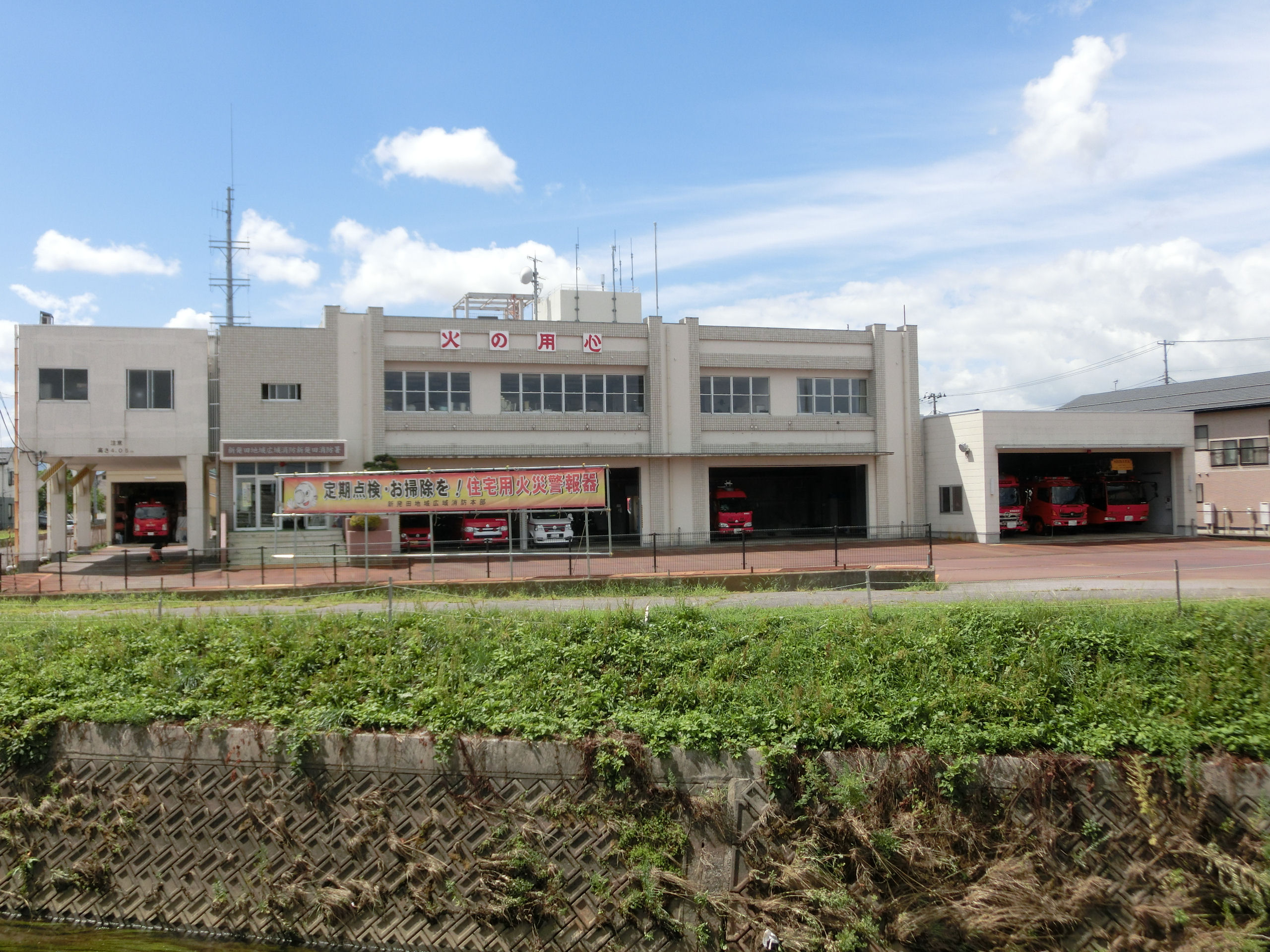
新発田地域広域消防本部

- 消防本部名称：新発田地域広域事務組合消防本部（略称：新発田地域広域消防本部）
- 管内面積：835.99km2
- 職員定数：180人
- 消防署2カ所、分署3カ所、出張所2カ所、分遣所1カ所
- 主力機械（2007年4月1日現在）
  - 普通消防ポンプ自動車：6
  - 水槽付消防ポンプ自動車：5
  - はしご付消防自動車：3
  - 大型高所放水車：1
  - 化学消防自動車：3
  - 泡原液搬送車：1
  - 救急自動車：9
  - 救助工作車：2
  - 指揮車：3
  - 広報車：3
  - 資機材搬送車：3
  - その他：2

### 沿革
- 1971年9月1日　新発田地域広域事務組合を設立する。
- 1972年4月1日　新発田地域広域事務組合にて消防事務の共同処理を開始する。新発田市消防本部が組合消防に移行し、新発田地域広域消防本部を設置する。

### 組織
- 本部 - 総務課、警防課、予防課
- 消防署

### 消防署
| 消防署       | 住所                 | 分署・出張所・分遣所 |
| ------------ | -------------------- | --- |
| 新発田消防署 | 新発田市新栄町1-8-31 | 聖籠分署：北蒲原郡聖籠町大字諏訪山2350 中央分署：新発田市中央町5-4-7 さくら分署：新発田市釜杭324 豊浦出張所：新発田市乙次353 川東分遣所：新発田市石喜643 |
| 胎内消防署   | 胎内市新和町2-24     | 黒川出張所：胎内市黒川1643-2 |

## 関係市町の地域が重なる他事業の事務組合
下越障害福祉事務組合
新発田地域老人福祉保健事務組合
下越清掃センター組合